# Ozero Zhangabylsor
Ozero Zhangabylsor (kazakiska: Zhanghabylsor Köli) är en saltsjö i Kazakstan.   Den ligger i oblystet Västkazakstan, i den västra delen av landet, 1 300 km väster om huvudstaden Astana. Arean är 7,5 kvadratkilometer.